# Jüz
Los jüz (en kazajo жүз جٷز [ʒʉz] - la «unión», por la homonimía a menudo se traduce incorrectamente como la "centena") es la división tradicional de pueblo kazajo. Existen tres jüz, la mayor, la mediana y la menor. Estas divisiones provienen de la creencia tradicional de que todos los kazajos provienen de tres únicos ancestros comunes, los tres hijos de Whom.
Aparte de los Jüz, tradicionalmente los kazajos también distinguen otros grupos basados en teóricos ancestros comunes.
- Tore, en los que se incluyen los descendientes de Gengis Kan por la línea masculina;
- Koja: donde se consideran a los descendientes de cuatro compañeros de lucha de Mahoma - Abu Bakr, Omar, Osman y Alí y los árabes de Asia Central, los soldados y los misioneros;
- Tolengit - la casta antigua calmuca de Zungaria de prisioneros de guerra, que formaban la guardia y los criados de palacio del kan, ;

Tore y Koja se consideraban «ақ-сүйек», castas nobles o de sangre azul.

## El surgimiento
No existe acuerdo sobre el momento en el que aparecieron los Jüz, las causas de su aparición o sobre la estructura interna inicial.
Según el etnógrafo kazajo Shoqan Valijánov, los Jüz aparecieron tras la división de la Horda de Oro. Según la opinión de N. A. Aristov, los Jüz aparecieron durante las incursiones calmucas. 
Vasily Bartold liga su surgimiento con factores geográficos, la cual ha permitido a los kazajos de las regiones alejadas conservar sus rasgos culturales-económicos. 
M. P. Vjatkin acepta la hipótesis de Bartold y añade a los factores geográficos los acontecimientos políticos; según él las hordas aisladas se habrían unificado políticamente en el siglo XVI. 
El lingüista Sarsen Amanzholov defiende que los kazajos podrían haber estado divididos en jüs ya desde los siglos X o XII, aún antes de la invasión mongola. El orientalista T.I. Sultánov dice de la pobreza de los hechos auténticos sobre el origen de los Jüz y supone que en la segunda mitad de XVI s. el sistema ulus fue transformado en Jüz.
No está abierta por completo también la noción misma de la palabra “Jüz”. Ciertos científicos la ligan con la palabra árabe “juz” - “la parte básica de algo”. En los primeros documentos orientales  las noticias sobre los Jüz comienzan a aparecer en la mitad del s. XVII. En los trabajos Mahmud Ben Vali, escrito en 1634 - 1641, es descrito que después de la muerte del kan Shajbani su hijo Bahadur “comienza a dirigir este país y al ulus… Para las invernadas y Jaylau él ha escogido a la Horda Blanca, que es conocida como el Jüz de la Horda”. Ciertos científicos comparan esta palabra “juz” (zhuz) con el kazajo Jüz.

## Rasgos históricos de los Jüz
Cada Jüz kazajo tenía los rasgos siguientes: 
1. la unidad interna regional;
2. la unidad étnica;
3. la comunidad cultural y económica;
4. la comunidad en la dirección política.

Cada Jüz kazajo  habitaba el espacio histórico donde se había formado. Así, al Jüz mayor corresponde el Yetisú y Kazajistán del sur, al Jüz medio -Kazajistán Central, Oriental y Norte-, y al Jüz menor -Kazajistán Occidental-. Las tribus de los kazajos que pertenecían 
a los Jüz, están emparentadas entre ellas e incluso se consideraban descendientes de un antepasado común. Por cuanto la población del Jüz vivía en cierta zona geográfica, las tribus que formaban parte de un Jüz, se fueron ligando entre sí por relaciones económicas más firmes que los otros Jüz. En relación con esto se formaba una comunidad  étnica especial emparentada  con tradiciones y costumbres propias. Los Jüz diferían entre ellos por la cohesión interna y la dirección del poder. Se sabe, así como en los tiempos del kanato Kazajo cada Jüz tenía su propio kan. Los Jüz fueron parte económico-cultural y política del pueblo kazajo. En el tiempo de paz la mayoría de los problemas internos y las relaciones se decidían dentro de los Jüz. 
Sin embargo esto no significa que entre Jüz kazajos no había enlaces políticos, económico-culturales y étnicos. Entre los géneros y las tribus que se ocupaban de la ganadería nómada, eran establecidas relaciones económicas recíprocas estrechas, se contraían enlaces comerciales mediante matrimonios. La cultura étnica común, la unidad lingüística, doméstica y económica jugaban el papel sólido que los unía. Si sobre la patria común se aproximaban las nubes, había una cuestión de defensa, todos los Jüz kazajos se unificaban en una fuerza potente. No había ninguna divergencia a propósito de esto, a cual Jüz tiene relación uno u otro territorio: bajo una amenaza que tenía el territorio kazajo. La proximidad interna, el patriotismo se demostraban durante las incursiones a las tierras kazajas de Zungaria. Todas las cuestiones principales internas y de política exterior se decidían en el kurultajah.

## Uly Jüz
Históricamente, los jüz mayores ( kazajo : Ұлы жыз , romanizado:  Uly jüz , ۇلى ٴجۇز ) habitaron las tierras del norte del antiguo Chagatai Ulus del Imperio mongol , en las cuencas de los ríos Ili y Chu , en el actual sudeste de Kazajistán y China. Prefectura autónoma kazaja de Ili (norte de Xinjiang ). También se le llamó Üysin jüz .
El primer registro del Senior jüz data de 1748, debido a un emisario tártaro de la zarina que había sido enviado a la estepa para negociar la sumisión de Abul Khair Khan en 1732. Según Nikolai Aristov , [ cita necesaria ] la población estimada de El Senior jüz contaba con unas 550.000 personas en la segunda mitad del siglo XIX. El territorio fue conquistado por el Kanato de Kokand en la década de 1820 y por el Imperio Ruso durante las décadas de 1850 a 1860.
La élite gobernante de Kazajistán, incluido el expresidente Nursultan Nazarbayev , el ex primer secretario del Partido Comunista de Kazajistán Dinmukhamed Konayev , así como el famoso poeta Jambyl Jabayev , son representantes del Senior jüz.
Ha habido varios intentos de determinar los nombres exactos y la naturaleza de los clanes de alto nivel a lo largo del siglo XIX y principios del XX. Sin embargo, diferentes estudios crearon nombres y números de población muy diferentes para los clanes esteparios. Los nombres generalmente aceptados de tribus o clanes jüz mayores de primer orden son: [ cita necesaria ]
- Dulat ( kazajo : Дулат , romanizado:  Dulat , دۋلات )
- Janys ( kazajo : Жаныс, romanizado :  Janıs , جانىس )
- Siyqym ( kazajo : Сиқым , romanizado:  Siqım , سىيقىم )
- Botbay ( kazajo : Ботбай , romanizado:  Botbay , بوتباي )
- Shymyr ( kazajo : Шымыр , romanizado:  Şymyr , شىمىر )
- Jalayir ( kazajo : Жалайыр , romanizado:  Jalayır , جالايىر )
- Qangly ( kazajo : Қаңлы , romanizado:  Qaŋly , قاڭلى )
- Alban ( kazajo : Албан , romanizado:  Alban , البان )
- Suwan ( kazajo : Суан , romanizado:  Suwan , سۋان )
- Sary-Uysin ( kazajo : Сары-Үйсін , romanizado:  Sary-Üysin , سارى-ۇيسىن )
- Shapyrashty ( kazajo : Шапырашты , romanizado:  Şapıraştı , شاپىراشتى )
- Sirgeli ( kazajo : Сіргелі , romanizado:  Sirgeli , سىرگەلى )
- Oshaqty ( kazajo : Ошақты , romanizado:  Oşaqtı , وشاقتى )
- Ysty ( kazajo : Ысты , romanizado:  Istı , ىستى )
- Shanyshqyly ( kazajo : Шанышқылы , romanizado:  Şanışqılı , شانىشقىلى )

## Orta Jüz
El jüz medio ( kazajo : Орта Жүз , romanizado:  Orta Jüz , ورتا ٴجۇز , también conocido como Arğın Jüz [Арғын Жүз]), ocupa las tierras orientales de la antigua Horda de Oro , en el centro, norte y este de Kazajistán.
Algunos de los poetas e intelectuales famosos de Kazajistán nacieron en los territorios del Juz Medio, incluidos Abay Qunanbayuli , Akhmet Baytursinuli , Shokan Walikhanuli y Alikhan Bokeikhanov .
El jüz medio está formado por las siguientes tribus:
- Argyn ( kazajo : Арғын , romanizado:  Arğın , ارعىن )

- Kerei ( kazajo : Керей , romanizado:  Kerey , كەرەي )

- Naiman ( kazajo : Найман , romanizado:  Nayman , نايمان )

- Khongirad ( kazajo : Қоңырат , romanizado:  Qoŋırat , قوڭىرات )

- Qypchak ( kazajo : Қыпшақ , romanizado:  Qıpşaq , قىپشاق )

- Taraqty kazajo : Тарақты , romanizado:  Taraqtı , تاراقتى )

- Uwaq ( kazajo : Уақ , romanizado:  Uwaq , ۋاق )

## Kişi Jüz
El jüz menor (kazajo: Кіші Жүз, romanizado:  Kişi Jüz, كىشى ٴجۇز, también conocido como Alşın Jüz) ocupó las tierras del antiguo kanato de Nogai en el oeste de Kazajistán.
Se originan en los nogais de la Horda de Nogai, que una vez estuvo en el oeste de Kazajistán, pero en el siglo XVI fue derrotado por los kazajos y los rusos y los nogais se retiraron a la parte occidental de su kanato, a las estepas del río Kuban. En el siglo XVIII, pusieron en peligro las ciudades del interior de Rusia, por lo que el Imperio ruso se alió con los Kalmyks mongólicos para suplantar a los Alshyns de regreso a los Urales. Allí formaron el Jüz menor. Durante las luchas de Kazakh-Kalymk el Kanato de Jiva anexó la península de Mangyshlak para repeler las incursiones de Kalmyk y lo manejó durante dos siglos antes de la conquista rusa. A principios del siglo XIX, los kazajos trasladaron algunos hacia el oeste, a la gobernación de Astracán, formando allí la Horda de Bukey. Como la República Socialista Soviética de Kazajistán se formó con la Horda Bukey como la parte occidental más remota,[cita requerida] situada geográficamente en Europa.
Los líderes históricos de la resistencia kazaja contra el Imperio ruso asociado con el Junior zhuz incluyen a Isatay Taymanuly ( kazajo : Isatai Taimanūly , 1791–1838) y Makhambet Otemisuly ( kazajo : Mahambet Ötemisuly , 1803/4–1846).

## El estado moderno
En Kazajistán moderno los Jüz sólo conservan el significado etnográfico.